# Nikola Srećković
Nikola Srećković (ur. 26 kwietnia 1996 w Valjevie) – serbski piłkarz występujący na pozycji napastnika. Zawodnik bośniackiego klubu Borac Banja Luka.

## Kariera
Srećković jest wychowankiem belgradzkiego klubu FK Rad, z którym zdobył młodzieżowe mistrzostwo Serbii, będąc jednocześnie nominowanym do tytułu gracza sezonu tamtych rozgrywek. 
Latem 2015 przeszedł do klubu FK Voždovac. Już 29 sierpnia zadebiutował w nowym zespole w wygranym spotkaniu przeciwko Radnikowi Surdulica. Był to jednocześnie debiut Nikoli w profesjonalnym futbolu. Swoją pierwszą bramkę zdobył 5 kwietnia 2017 w pucharze Serbii, w przegranym 1:2 spotkaniu z Partizanem. Pierwszą bramkę ligową zdobył w wygranym 3:2 meczu z Crveną Zvezdą.
31 sierpnia 2018 podpisał trzyletni kontrakt z FK Vojvodina. Niespełna rok później ponownie zmienił klub, ponownie podpisując trzyletnią umowę, tym razem ze Spartakiem Subotica, gdzie wyróżniał się dobrymi występami a przez pewien okres pełnił funkcję kapitana drużyny.
27 czerwca 2023 po raz pierwszy w karierze Srećković opuścił Serbię, przechodząc za kwotę 300 tys. euro do Wisły Płock, grającej ówcześnie w I lidze. W wyniku słabej formy Nikola rozegrał dla Wisły zaledwie 11 spotkań, w których zdobył jedną asystę i otrzymał dwie żółte kartki.
20 stycznia 2024 Srećković został wypożyczony z opcją wykupu do FK Novi Pazar. Serbski klub nie skorzystał jednakże z tej możliwości. 24 lipca umowa Wisły z piłkarzem została rozwiązana za porozumieniem stron. 
28 lipca bośniacki klub Borac Banja Luka ogłosił podpisanie kontraktu ze Srećkoviciem, który związał się z ówczesnym mistrzem Bośni i Hercegowiny roczną umową.

## Reprezentacja
5 czerwca 2017 Srećković zadebiutował w reprezentacji Serbii U-21 w spotkaniu towarzyskim przeciwko reprezentacji Izraela. 4 dni później, 9 czerwca, zagrał swoje drugie i zarazem ostatnie spotkanie w narodowych barwach przeciwko reprezentacji Grecji.